# Amilacetat
Amilacetat je brezbarvna tekočina z vonjem po sadju. Je lahko vnetljiva tekočina s plameniščem 25 °C (21 – 32 °C) in vžigno temperaturo 380 °C (375 °C). Pri segrevanju tekočine se tvorijo eksplozivne zmesi, ki so težje od zraka in se razširjajo pri tleh. Nevarnost vžiga zaradi vročih tekočin, odprtega plamena ali isker. Amilacetat mehča, najeda razkraja mnoge umetne snovi. Pri daljšem učinkovanju najeda tudi gumo in azbest.

## Ugotovitve o nevarnih lastnostih:
Napotki za nevarnost
Potrebno je dobro prezračevanje; izsesavanje iz spodnjih delov prostorov; tla morajo biti odporna proti topilom, pri čemer je treba predvideti možnost za izpiranje tal.
Zaradi lahke vnetljivosti je skladiščno področje eksplozijsko nevarno območje; posledično je treba zagotoviti varnostne ukrepe pred statično elektriko, gasilna sredstva, gasilna pregrinjala, steklenice z vodo za izpiranje oči.
Uporablja se zaprte in ozemljene naprave, pri čemer se hlapi izsesajo na mestih izvora. Posode s snovjo morajo biti shranjene tesno zaprte v dobro zračnem prostoru; pri pretakanju je treba preprečiti prosti pad in brizganje.
Potrebno je tudi preprečiti vse vire vžiga, kot so električne priprave, odprt plamen, vire toplote in iskre. V primeru razlitja se snov posesa z univerzalnim vezavnim sredstvom (kremenčeva pena ali ekspandirana sljuda) in se nato preda na določeno mesto za nevtralizacijo odpadkov. 
Pri delu s snovjo je treba preprečiti stik s kožo in očmi; po delu si umijemo roke z vodo in milom. Nositi je treba proti ognju varno zaščitno obleko, zaščitne rokavice iz sintetične gume in zaščitna očala; po potrebi pa tudi zaščitno masko s filtrom A (rjava barva). Pri visokih koncentracijah hlapov (kleti, itd.) daje popolno zaščito samo izolacijski aparat. 
Hlapi dražijo oči in dihalne poti. Izpostavljenost, ki traja 30 – 60 minut pri koncentraciji 500 – 1000 ppm, povzroča močno draženje oči in dihalnih poti.

## Ukrepi ob požaru:
Posebne nevarnosti
Snov je lahko vnetljiva tekočina s plameniščem 25 °C (21 – 32 °C) in vžigno temperaturo 380 °C (375 °C). Pri segrevanju tekočine se tvorijo eksplozivne zmesi, ki so težje od zraka in se razširjajo pri tleh. Nevarnost vžiga zaradi vročih tekočin, odprtega plamena ali isker. Amilacetat mehča, najeda razkraja mnoge umetne snovi. Pri daljšem učinkovanju najeda tudi gumo in azbest. 
Primerna sredstva za gašenje
Za gašenje manjših požarov se uporablja voda, aparati na prah in ogljikov dioksid, za velike požare pa pena, voda ali razpršen vodni curek. Posode hladimo z razpršenim vodnim curkom in jih po možnosti odstranimo iz nevarnega območja.